# Erich Schmid (Autor)
Erich Schmid (* 6. März 1947 in Frauenfeld; heimatberechtigt in Amlikon-Bissegg) ist ein Schweizer Journalist, Autor, Drehbuchautor und Filmregisseur.

## Leben
Schmid absolvierte ab seinem 15. Lebensjahr bis 1965 eine Lehre in Frauenfeld und Winterthur und besuchte später die Kantonale Maturitätsschule für Erwachsene (Zürich). Danach begann er als Journalist zu arbeiten. Von 1976 bis 1986 war er Reporter beim Tages-Anzeiger. Ab 1984 recherchierte er über die Winterthurer Ereignisse und publizierte das Buch Verhör und Tod in Winterthur, was seine Entlassung beim Tages-Anzeiger zur Folge hatte. Anschliessend war Schmid bis 1988 als Inlandredaktor bei der Wochenzeitung WoZ in Zürich tätig. Danach arbeitete er als Filmemacher und freier Journalist für das Schweizer Fernsehen und berichtete über den Bürgerkrieg in Sri Lanka und die Repression in der Türkei. 1991 begleitete er die nach einem Hungerstreik in Flüeli-Ranft verhafteten und ausgeschafften kurdischen Flüchtlinge nach Izmir.
1987/1988 verfasste er mit Richard Dindo das erste Drehbuch. Seither ist er hauptsächlich als Filmschaffender und Buchautor tätig. Sein erster Dokumentarfilm Er nannte sich Surava kam 1995 in die Kinos und beleuchtete anhand der Biografie des Journalisten Peter Surava die Rolle der Schweiz im Zweiten Weltkrieg. Die Filme MEIER 19 (2001) und Staatenlos – Klaus Ròzsa, Fotograf (2016) thematisierten die Jugendunruhen von 1968 und 1980 in Zürich. In weiteren Filmen porträtierte er Max Bill und Adolf Muschg. Zwischen den Filmproduktionen schrieb er unter anderem ein Buch über den Schweizer Spanienkämpfer Hermann «Männy» Alt, der ab 1937 zwei Jahre lang gegen die Truppen von General Franco kämpfte und 1956 in die Sowjetunion emigrierte.
Heute lebt und arbeitet Schmid im Wohn- und Atelierhaus von Max Bill in Zumikon, mit dessen Witwe, der Kunsthistorikerin Angela Thomas, er verheiratet ist. Seit 2001 ist er im Stiftungsrat der max bill georges vantongerloo stiftung.

## Publikationen
- Verhör und Tod in Winterthur. Eine Reportage über die Winterthurer Ereignisse. Limmat Verlag, Zürich 1986; überarbeitete und ergänzte Neuauflage 2002, ISBN 3-85791-382-7.
- Kumar. Kurzgeschichte. In: Felix Aeschlimann u. a. (Hrsg.): Zur Feier des Tages, Vierzehn Geschichten. Schweizer Arbeiterliteraturpreis. Cosmos Verlag, 1992,  ISBN 978-3-305-00342-6, S. 103.
- Wir rochen den braunen Tang. Essay. In: Entwürfe, 1995.
- als Hrsg.: Abschied von Surava. Eine Dokumentation mit Geschichten von Peter Surava. Wolfbach Verlag, Zürich 1996, ISBN 3-9520831-4-3.
- In Spanien gekämpft, in Russland gescheitert. Männy Alt (1910–2000) – ein Jahrhundertleben. Orell Füssli Verlag, Zürich 2011, ISBN 978-3-280-06122-0.

## Filmografie
- 1988: Indischer Frieden in Sri Lanka, Dokumentarfilm
- 1989: Geständnisse in Mamak, Dokumentarfilm (CH/Türkei)
- 1991: Jeevan, Dokumentarfilm (CH/Sri Lanka)
- 1995: Er nannte sich Surava, Kino-Dokumentarfilm über Peter Surava
- 2001: Meier 19, Kino-Dokumentarfilm
- 2002: Verhör und Tod in Winterthur, Regie: Richard Dindo, Drehbuch: Erich Schmid[9]
- 2008: Max Bill – das absolute Augenmass, Kino-Dokumentarfilm
- 2016: Staatenlos – Klaus Rózsa, Fotograf, Kino-Dokumentarfilm
- 2021: Adolf Muschg – der Andere, Kino-Dokumentarfilm

Quelle (soweit nicht anders angegeben):

## Filmpreise
- 1989: Hauptpreis Film- und Videofestival Viper Luzern für Geständnisse in Mamak[10][11]
- 1995: Auszeichnung Stadt Zürich für Er nannte sich Surava
- 1995: 5. Nov., Télévision suisse romande, Best of reportage
- 1996: Auszeichnung Cinéprix Telecom für Er nannte sich Surava
- 1996: International MediaNet Award  München, Filmfest München, für Er nannte sich Surava
- 2008: Auszeichnung Semaine de la Critique, Filmfestival Locarno für bill – das absolute augenmass[12]
- 2009: Memorable Award, 11th International Panorama of Independent Cinema Creators, Thessaloniki, für bill – das absolute augenmass
- Er nannte sich Surava (1995) und Meier 19 (2001) waren jeweils die erfolgreichsten Dokumentarfilme der Schweiz des Jahres 1995 respektive 2001[13]